# Peter Martensen
Peter Martensen, né le 26 novembre 1953 à Odense, est un peintre et graphiste danois. Il étudie à l’Académie royale des beaux-arts du Danemark de 1982 à 1984.